# Zdzięcioł
Zdzięcioł (biał. Дзя́тлава, Dziatława, ros. Дятлово, Diatłowo, jid. ‏זשעטל‎, lit. Zietela) – miasto na Białorusi, w obwodzie grodzieńskim, siedziba administracyjna rejonu zdzięcielskiego, 47 km od Lidy. Liczy 7624 mieszkańców (2018).

## Historia
Pierwsze wzmianki na temat miejscowości pochodzą z 1498 roku, kiedy została przyznana księciu Konstantemu Ostrogskiemu, na którego polecenie wybudowano drewniany zamek. W XVII wieku Zdzięcioł stał się własnością Lwa Sapiehy, który nakazał wznieść przy głównym placu miasta katolicki kościół, poświęcony w 1646 roku, a odnowiony 1743 roku po pożarze, który strawił znaczną jego część. W styczniu 1708, podczas wielkiej wojny północnej w Zdzięciole tydzień spędził car Rosji Piotr I Wielki. W XVIII w. miasto przeszło w ręce Stanisława Sołtana, który odnowił wybudowaną w 1751 barokową rezydencję Radziwiłłów. 
Miasto magnackie położone było w końcu XVIII wieku w powiecie słonimskim województwa nowogródzkiego. Siedziba administracyjna gminy Zdzięcioł w województwie nowogródzkim II Rzeczypospolitej.
Po upadku powstania listopadowego dobra zostały skonfiskowane przez zaborcę w ramach represji za udział w powstaniu pułkownika wojska polskiego Adama Sołtana. Za II Rzeczypospolitej miasto było siedzibą wiejskiej gminy Zdzięcioł, przynależącej początkowo do okręgu brzeskiego i okręgu nowogródzkiego, a od 1921 do województwa nowogródzkiego.

Zdzięcioł w II Rzeczypospolitej:
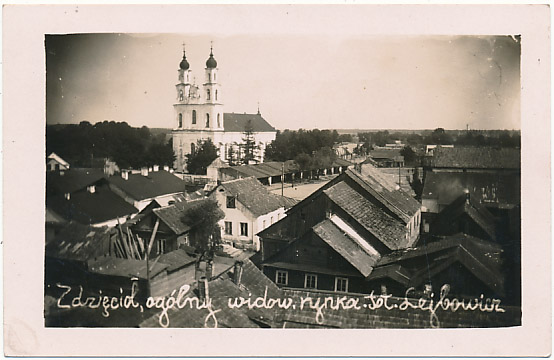
Panorama miasta
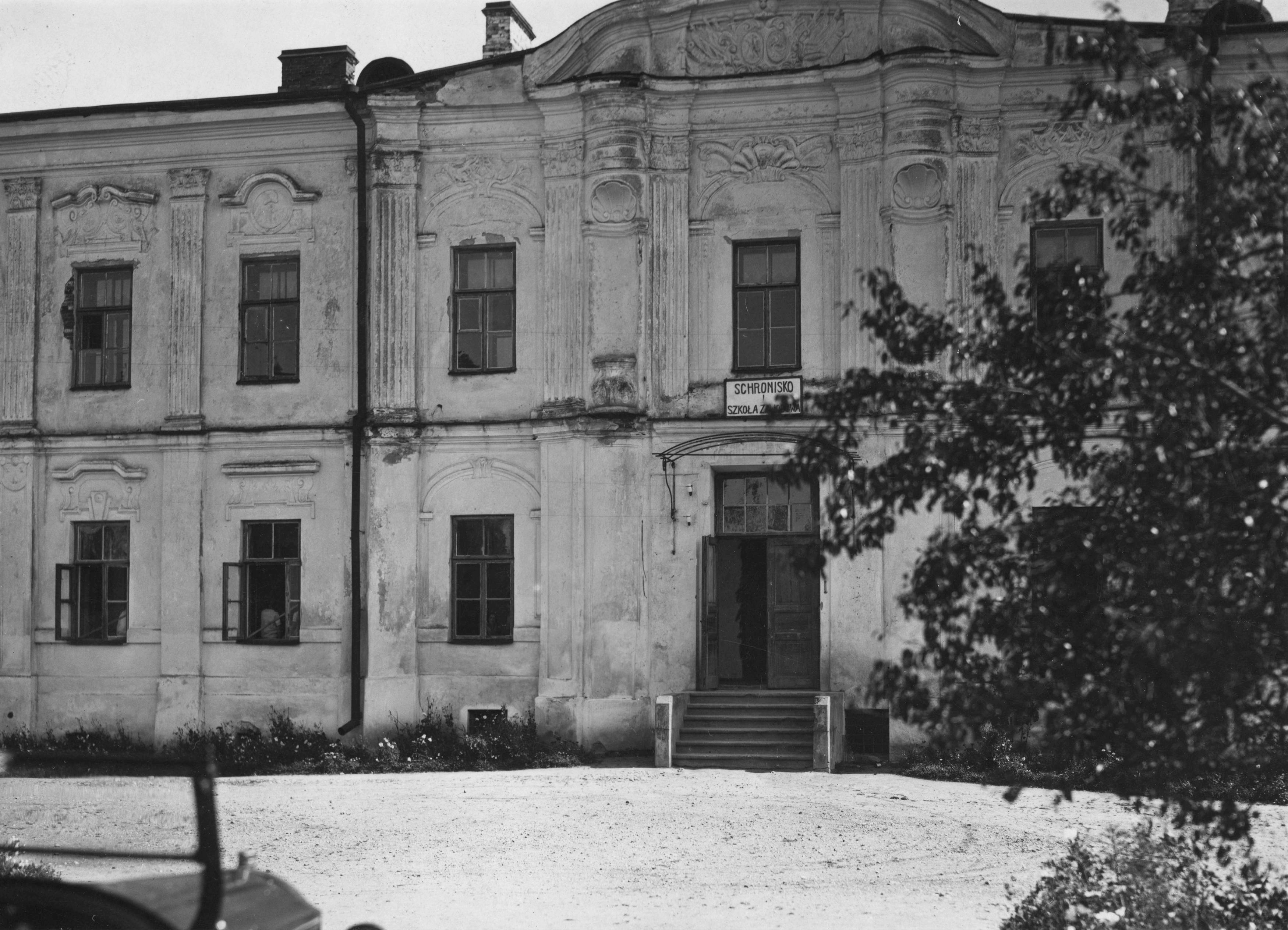
Pałac Radziwiłłów
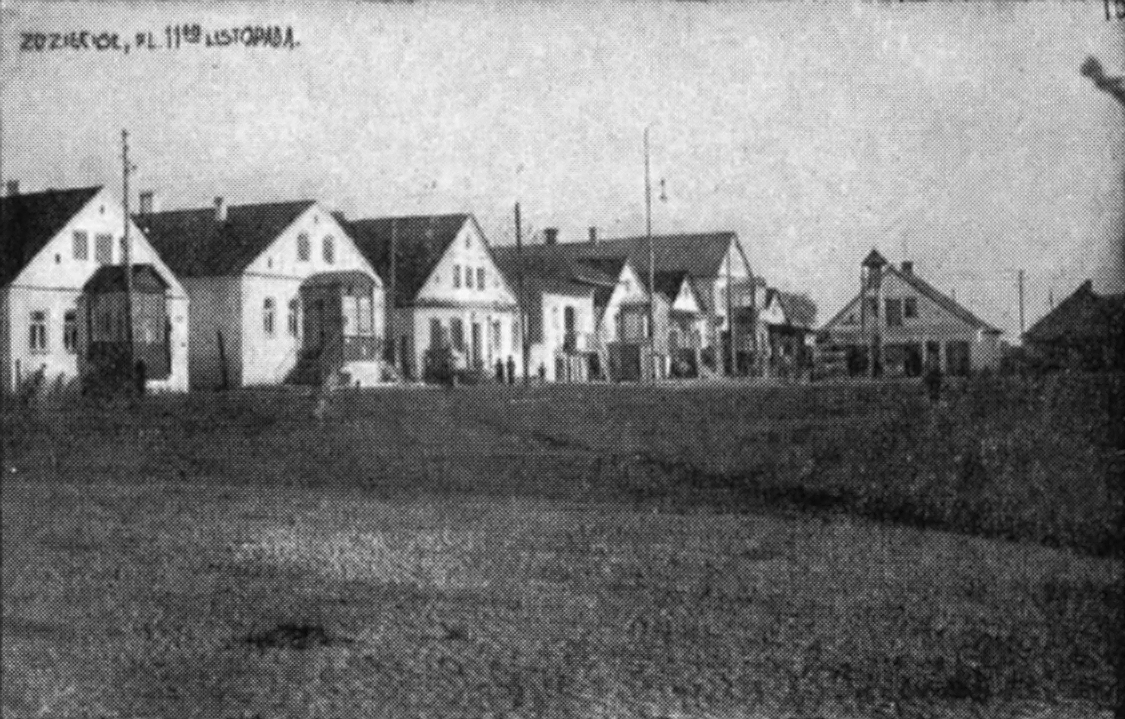
Plac 11 Listopada (Rynek)
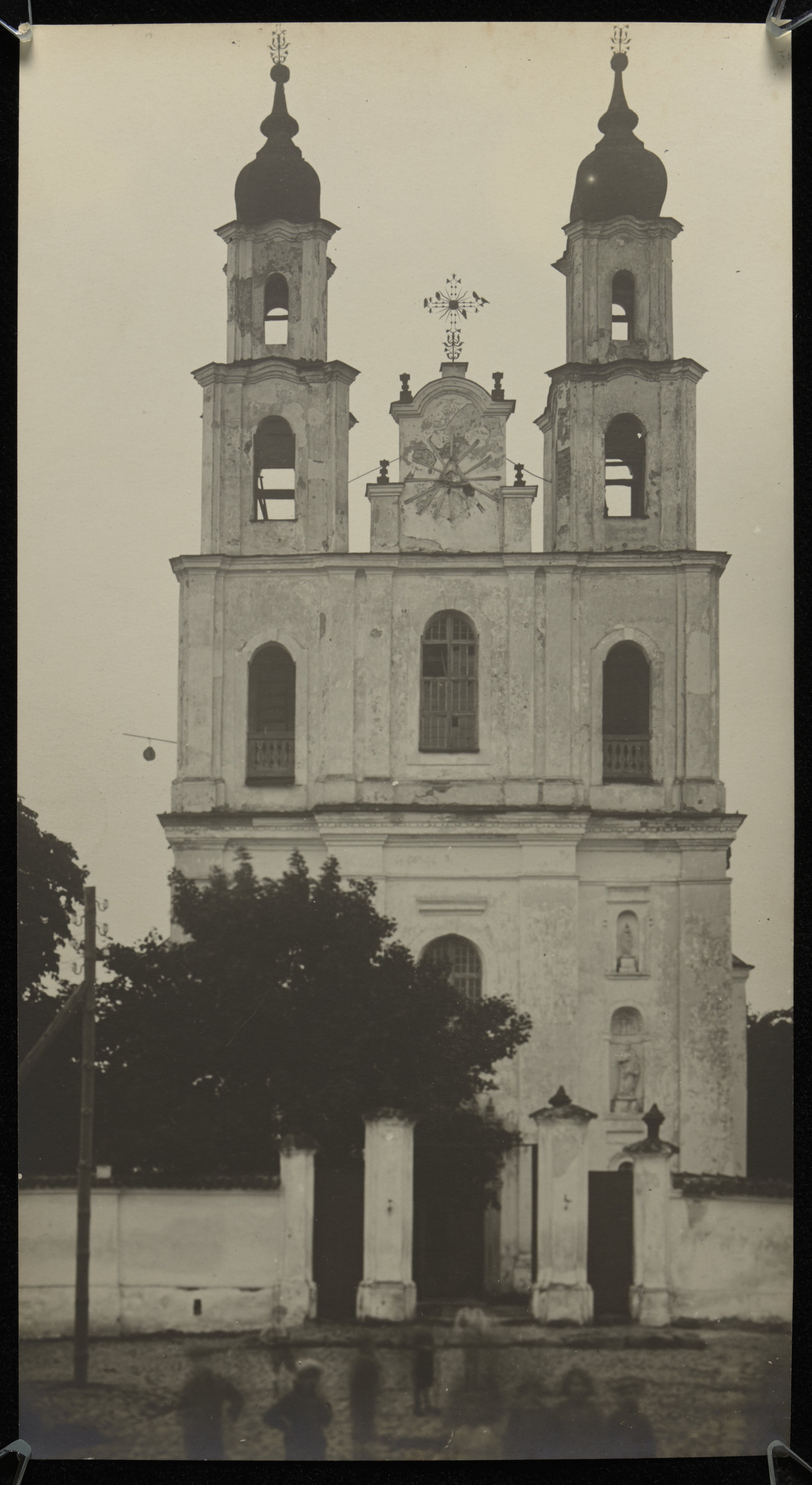
Kościół Wniebowzięcia NMP
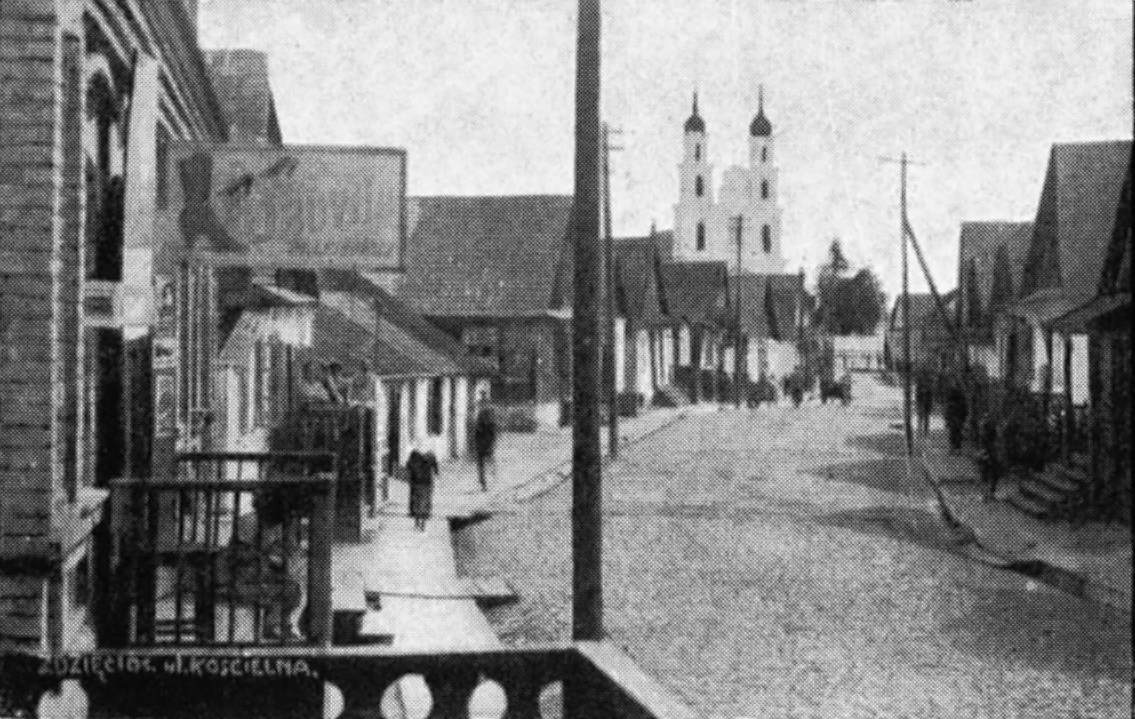
Ulica Kościelna

Do II wojny światowej większość mieszkańców była pochodzenia żydowskiego. W 1942 roku hitlerowcy zabili około 1500 Żydów ze Zdzięcioła i okolic.
W okolicy mieszkała grupa mówiąca dialektem języka litewskiego, obecnie zanikła.

## Zabytki

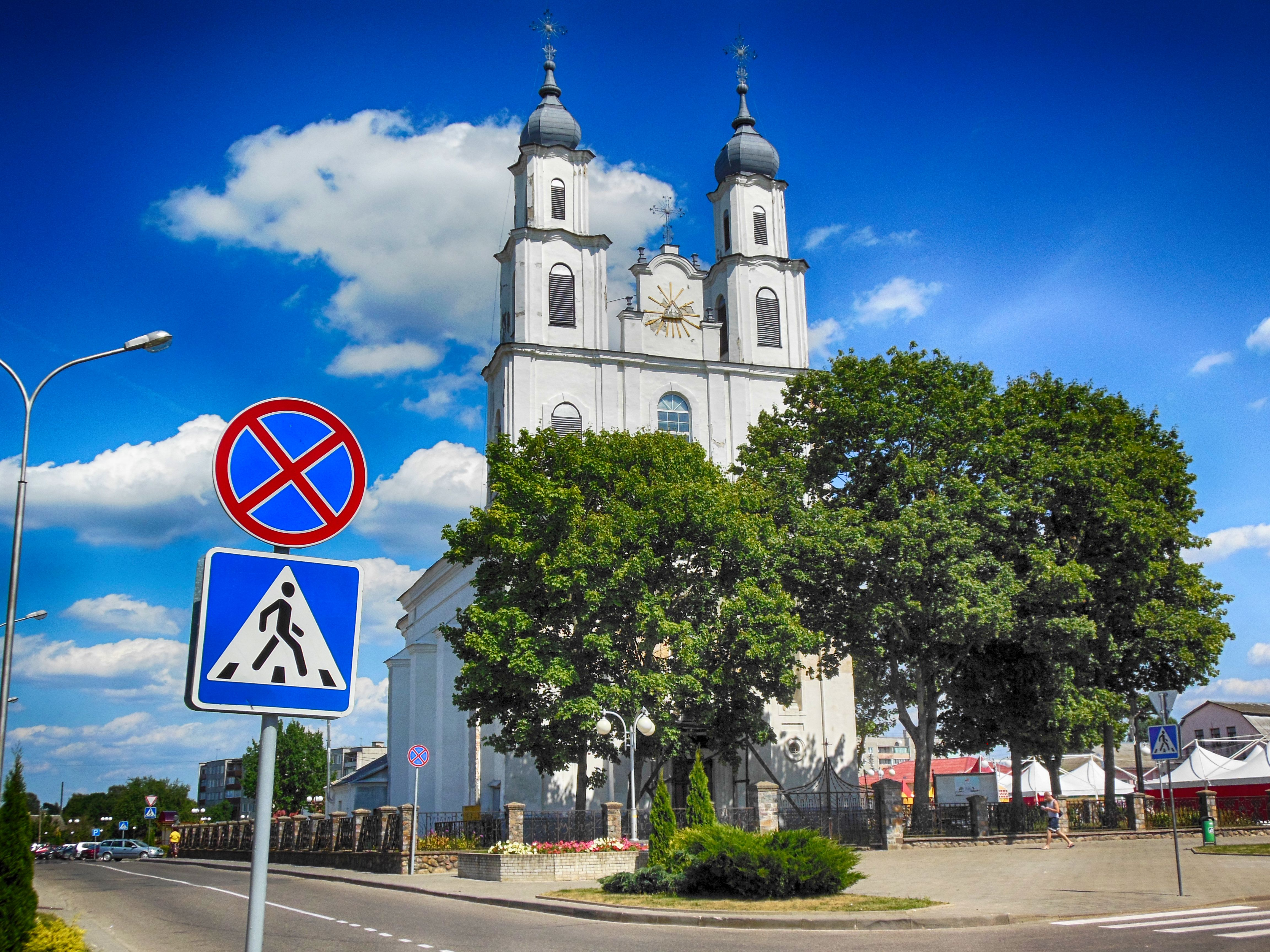
Kościół Wniebowzięcia NMP

- Kościół katolicki pw. Wniebowzięcia NMP – Barokowy, fundacji podskarbiego litewskiego Kazimierza Lwa Sapiehy, zbudowany w l. 1624-46. Jest to świątynia jednonawowa, z półkoliście zamkniętym prezbiterium. Trójkondygnacyjna fasada flankowana jest przez dwie czworoboczne wieże nakryte barokowymi hełmami, pomiędzy którymi znajduje się ozdobny szczyt. Wnętrze nakryte sklepieniem kolebkowym z lunetami, a prezbiterium – sklepieniem krzyżowym. W bogatym wyposażeniu wyróżnia się 7 rokokowych stiukowych ołtarzy. Ołtarz główny jest dwukondygnacyjny, ozdobiony figurami świętych, kolumnami, pilastrami, gzymsami, ozdobnymi wazami i kartuszami. Na uwagę zasługują także rokokowa ambona i organy Wacława Biernackiego z początku XX wieku.

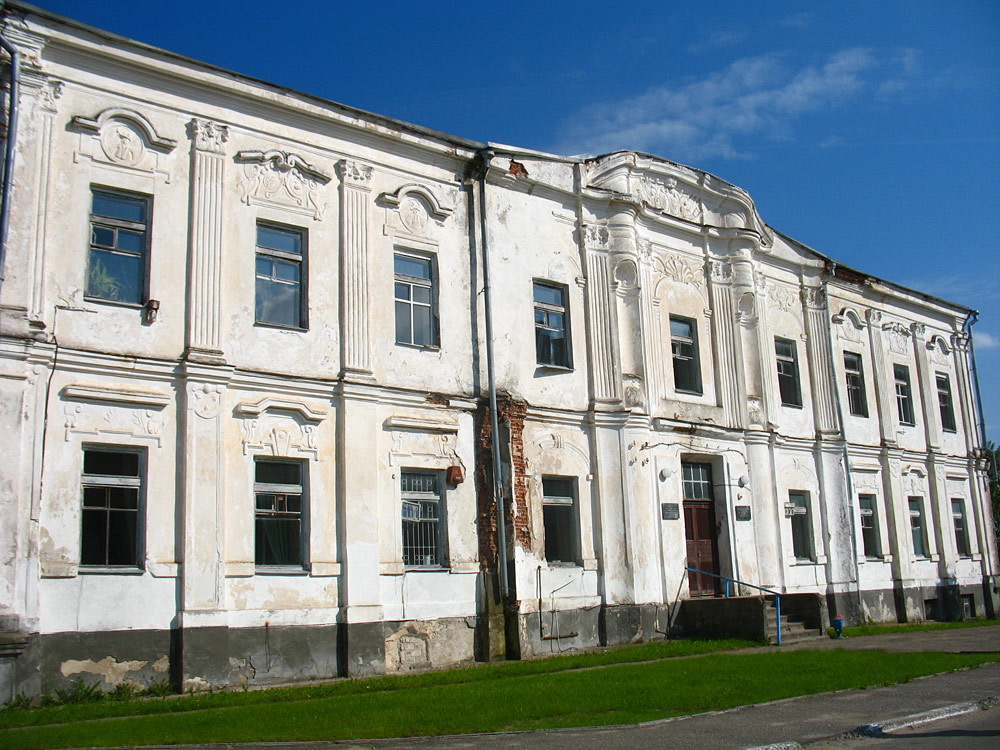
Pałac Radziwiłłów w 2010 roku

- Pałac Radziwiłłów, zbudowany najprawdopodobniej dla ks. Michała Radziwiłła ok. poł. XVIII w., został wzniesiony na miejscu wcześniejszego zamku Ostrogskich. W końcu XVIII w. przebudowali go Sołtanowie, a po konfiskacie dóbr pałac został zamieniony przez rosyjskiego zaborcę na koszary kawaleryjskie, a następnie na więzienie. W okresie międzywojennym mieściła się w nim szkoła. Po II wojnie światowej umieszczono tu szpital miejski. W obecnej postaci jest to budynek dwukondygnacyjny, na planie prostokąta, z płytkim ryzalitem centralnym od frontu, zwieńczonym niskim frontonem o płynnych liniach i znacznie głębszym ryzalitem od strony ogrodu. Elewacje ozdabiają pilastry i rokokowe sztukaterie w postaci motywów heraldycznych, girland i medalionów. Okna ozdobione są nadokiennikami różnych kształtów. Nie zachował się zespół dawnych zabudowań gospodarczych oraz wspaniały park krajobrazowy otaczający niegdyś pałac.
- Cmentarz katolicki i kaplica cmentarna z 1813 roku.

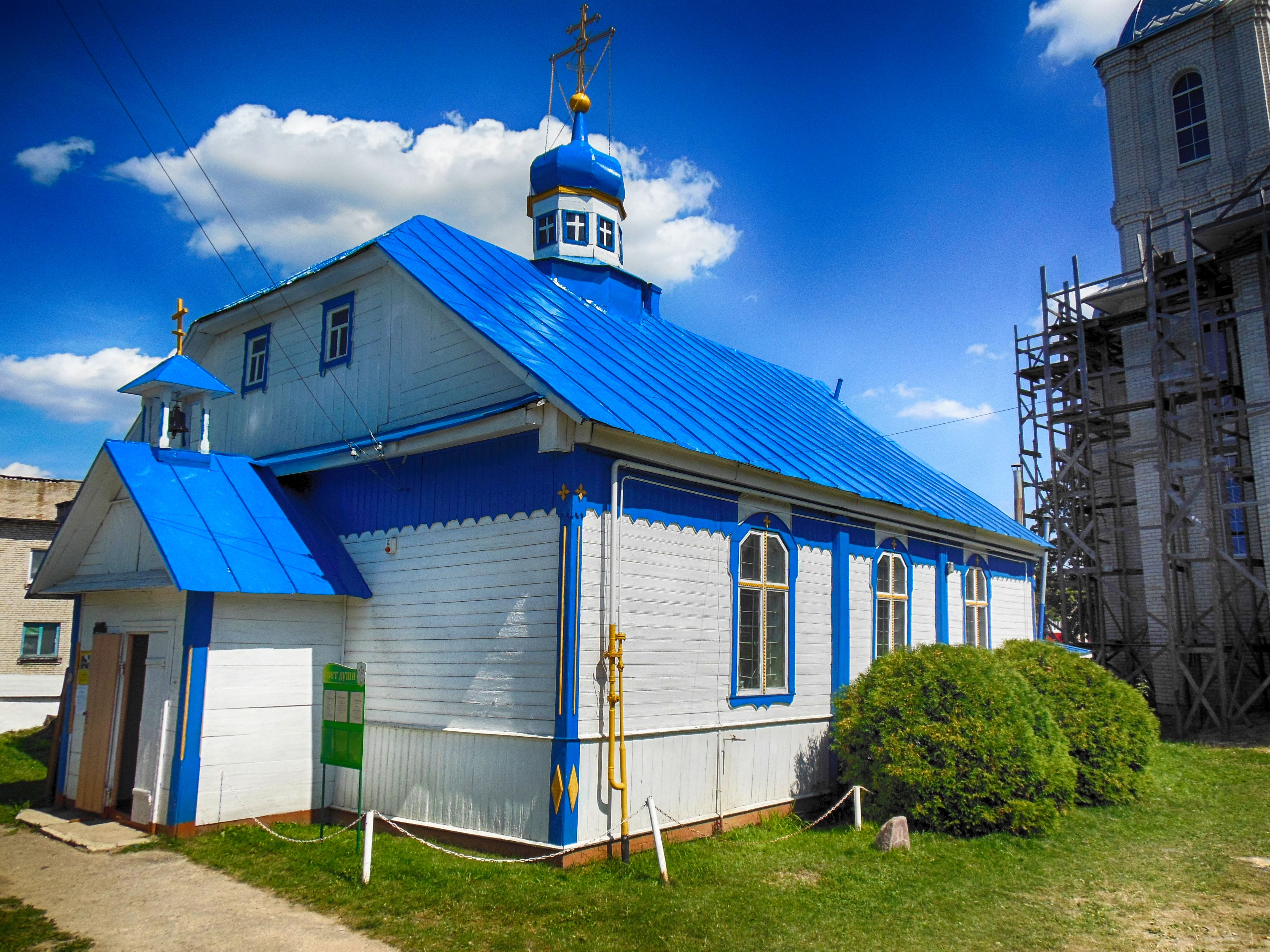
Cerkiew Przemienienia Pańskiego

- Cerkiew prawosławna pw. Przemienienia Pańskiego z 1575 roku.

## Urodzeni w mieście
- Grzegorz Łatuszyński – polski pisarz, krytyk, tłumacz oraz dziennikarz
- Michaił Orda – białoruski działacz młodzieżowy, deputowany do parlamentu tego państwa
- Udalryk Krzysztof Radziwiłł – książę Świętego Cesarstwa Rzymskiego, pisarz wielki litewski, generał major kawalerii litewskiej, koniuszy litewski.
- Teofan (Siemieniako) – duchowny Rosyjskiego Kościoła Prawosławnego pochodzenia białoruskiego, arcybiskup miński i słucki[3]
- Wacław Jarmołowicz – polski ekonomista, profesor nauk ekonomicznych